# Metropolia litewska
Metropolia litewska – metropolia Patriarchatu Konstantynopolitańskiego funkcjonująca w latach 1299–1330, 1354–1389 i (niekanonicznie) 1415–1420.
W jej jurysdykcji pozostawały struktury prawosławne na ziemiach Wielkiego Księstwa Litewskiego. Inicjatorami utworzenia, a następnie reaktywowania administratury byli władcy tego państwa, którzy pragnęli w ten sposób uniezależnić się od wpływów moskiewskich, jakie przenikałyby na Litwę za sprawą związanych z Księstwem Moskiewskim metropolitów kijowskich rezydujących w Moskwie. Stolicą metropolii litewskiej był Nowogródek, katedrą – sobór Świętych Borysa i Gleba w Nowogródku. Metropolia przez większość swojego istnienia podlegała patriarsze Konstantynopola, który wyświęcał na metropolitę kandydata wskazanego przez wielkiego księcia litewskiego. Jedynie metropolita Grzegorz został wybrany przez synod biskupów ruskich bez zgody patriarchy, co oznaczało faktyczną autokefalizację administratury.

## Historia

### Utworzenie metropolii litewskiej
Administratura została utworzona z inicjatywy wielkiego księcia litewskiego Witenesa. Sam będąc poganinem, pragnął on, by prawosławna prowincja kościelna w rządzonym przez niego państwie była niezależna zarówno od metropolii kijowskiej z siedzibą w Moskwie, jak i od metropolii halickiej. Metropolia litewska powstała w 1299, jej utworzenie potwierdził patriarcha konstantynopolitański Jan XII. Inicjatywa Witenesa była po myśli cesarza bizantyńskiego Andronika II, w ocenie którego erekcja nowej administratury miała wzmocnić pozycję prawosławia na ziemiach ruskich, na niekorzyść Kościoła łacińskiego, który coraz wyraźniej rozwijał (poprzez działalność zakonów) aktywność misyjną w Wielkim Księstwie Litewskim. Metropolia litewska została wpisana do wykazu administratur Patriarchatu Konstantynopolitańskiego na 82 miejscu. Z woli Andronika II pierwszym metropolitą litewskim został najprawdopodobniej hierarcha pochodzenia greckiego, jednak jego imię nie jest znane, gdyż akta synodu patriarszego z 1317 wspominają jedynie o obecności metropolity litewskiego, nie wskazując jego imienia. W wymienionym roku 1317 metropolia litewska rozpoczęła faktyczną działalność.
Pierwszym znanym z imienia duchownym sprawującym ten urząd był wymieniony w 1327 Teofil. Katedrą eparchii był sobór Świętych Borysa i Gleba w Nowogródku.

### Funkcjonowanie metropolii do 1330
Metropolita litewski nie mógł rozwijać szerokiej działalności misyjnej wśród pogańskich Litwinów, gdyż władcy państwa w dalszym ciągu byli poganami. Propagowanie prawosławia utrudniała także działalność katolickich zakonów. Wiernymi metropolii byli natomiast prawosławni Rusini z etnicznie ruskich ziem, które Wielkie Księstwo Litewskie inkorporowało w toku rozwoju terytorialnego. Litewska elita asymilowała się z kulturą ruską, przyjmowała język ruski, częste były przypadki przyjmowania prawosławia.
Według Rowella metropolii litewskiej podlegały organizacyjnie dwie eparchie: archieparchia połocka oraz eparchia turowsko-pińska. Antoni Mironowicz dowodzi, że druga z wymienionych administratur podlegała metropolii kijowskiej. Podstawą dla tego twierdzenia jest fakt, iż w 1328 ordynariusz eparchii turowskiej, biskup Stefan, brał udział w soborze biskupów tejże metropolii we Włodzimierzu. W 1330 metropolia litewska została zlikwidowana. Zabiegał o to metropolita kijowski Teognost, dążący do zjednoczenia pod swoją jurysdykcją wszystkich struktur prawosławnych na ziemiach ruskich i litewskich. Teognost przekonał patriarchę Konstantynopola, że chrześcijan na Litwie jest niewielu i z powodzeniem mogą oni uzyskiwać opiekę duszpasterską od duchownych ruskich. Likwidacja metropolii litewskiej nastąpiła po śmierci metropolity Teofila.

### Powtórne utworzenie metropolii i jej istnienie w latach 1354–1389
W 1354, dzięki staraniom wielkiego księcia litewskiego Olgierda, metropolia litewska została reaktywowana. Metropolita Teognost już wówczas nie żył, zmarł w 1353. Pierwszym zwierzchnikiem odnowionej administratury został Teodoryt. Jeszcze w tym samym roku zastąpił go biskup Roman, szwagier Olgierda. Natychmiast znalazł się on w konflikcie z rezydującym w Moskwie metropolitą kijowskim Aleksym, który nie pogodził się z wyłączeniem metropolii litewskiej spod jego jurysdykcji. W 1355 kwestia ta była przedmiotem obrad patriarszego synodu w Konstantynopolu. W roku następnym ostatecznie rozstrzygnął on kwestię podziału administracyjnego Kościoła na ziemiach litewskich i ruskich, podporządkowując metropolitom litewskim eparchie nowogródzką, briańską i połocką. Metropolita Roman nadal starał się jednak o przejęcie urzędu metropolity kijowskiego. Spór między hierarchami, utrudniający metropoliom prowadzenie działań misyjnych, zniechęcił Olgierda do przeprowadzenia chrztu Litwy w obrządku prawosławnym. W 1362, po zajęciu przez Litwę ziemi kijowskiej, Roman przeniósł swoją rezydencję do Kijowa. Chociaż za panowania Olgierda doszło do znaczącego rozwoju Kościoła prawosławnego na Litwie, nie stał się on wyznaniem panującym.
W 1361 synod patriarszy w Konstantynopolu powrócił do kwestii granicy między dwiema prawosławnymi metropoliami na ziemiach ruskich oraz struktury metropolii litewskiej. Siedzibą jej zwierzchników miał nadal być Nowogródek. Granice metropolii litewskiej oparto na granicach państwowych: Księstwa Moskiewskiego, Korony Królestwa Polskiego i Wielkiego Księstwa Litewskiego. Oznaczało te, że oprócz biskupstwa metropolitalnego w skład administratury weszły ponownie eparchie połocka i turowska. W 1371 eparchia turowska przeszła formalnie do reaktywowanej metropolii halickiej, de facto pozostawała jednak pod zarządem metropolitów litewskich, taki stan prawny przywrócono w 1375. W tym samym roku, ponownie pod naciskiem wielkiego księcia Olgierda, patriarcha Konstantynopola mianował nowego metropolitę litewskiego – Bułgara Cypriana, który miał być równocześnie metropolią halickim. Patriarcha postanowił także, że po śmierci rezydującego w Moskwie metropolity kijowskiego Aleksego metropolita Cyprian zostanie zwierzchnikiem wszystkich struktur prawosławnych na ziemiach ruskich, zjednoczonych w jednej metropolii. Faktycznie zjednoczenie takie nastąpiło, po poważnych sporach jurysdykcyjnych, dopiero w 1389. Do śmierci w 1406 Cyprian kierował metropoliami litewską, halicką i kijowską (moskiewską).

### Synod nowogródzki, ponowne utworzenie metropolii litewskiej i jej ostateczna likwidacja
Po śmierci metropolity Cypriana jego następcą został w Moskwie wybrany Focjusz. Nastąpiło to w 1408. Sześć lat później wielki książę litewski Witold zażądał od patriarchy powołania kolejnego metropolity litewskiego, wypędzając Focjusza ze swojego państwa podczas prowadzonej przez niego wizytacji kanonicznej. Jako kandydata na nowego metropolitę wskazał Grzegorza, bratanka metropolity Cypriana. Patriarcha odmówił jednak, przez co Witold postanowił erygować metropolię litewską bez jego zgody, jedynie na mocy decyzji synodu miejscowych biskupów. Doszło do tego na synodzie w Nowogródku w 1415. Utworzona wówczas metropolia litewsko-ruska była de facto strukturą autokefaliczną. Witold oczekiwał następnie, że metropolita Grzegorz odegra aktywną rolę w zawarciu unii kościelnej między Kościołem katolickim a Kościołem prawosławnym na ziemiach litewskich, do czego jednak nie doszło. Rok po śmierci metropolity Grzegorza wielki książę Witold, pragnąc znormalizować swoje stosunki z Moskwą, doszedł do porozumienia z metropolitą Focjuszem i zgodził się na faktyczną likwidację metropolii litewskiej poprzez rozciągnięcie jurysdykcji metropolity kijowskiego także na teren swojego państwa.
Do ostatecznych i trwałych zmian w strukturze administratur prawosławnych na ziemiach ruskich doszło w 1458, gdy metropolici kijowscy rezydujący w Moskwie przyjęli ostatecznie tytuł metropolitów moskiewskich i zrzekli się pretensji do jurysdykcji nad strukturami prawosławnymi poza państwem moskiewskim. Strukturami w Wielkim Księstwie Litewskim kierowali odtąd metropolici kijowscy, nie posługując się już tytułem metropolitów litewskich.